# Mario Duarte
Mario Duarte (Barranquilla, 17 giugno 1965) è un attore e cantante colombiano.

## Biografia
Ha esordito come cantante per il gruppo musicale La Derecha, insieme ai quali ha inciso due album, La Derecha (1994) e Balas de bebé... y otras canciones de cuna (1996), entrambi pubblicati dall'etichetta discografica BMG.
Ha esordito come attore di telenovelas nel 1998 in La madre, seguita poi l'anno successivo da Francisco el Matemático e Betty la fea; queste ultime due esperienze, in particolare, gli hanno valso la vittoria rispettivamente del Premio India Catalina come "Miglior attore antagonista di telenovela o serie tv" e del Premio TVyNovelas (Colombia) come "Miglior attore non protagonista". In concomitanza con il successo di Betty la fea ha pubblicato un disco come solista, pubblicato dalla Sony Music, intitolato Golpe de ala. Ha partecipato, nel 2002, al sequel di Betty la fea, intitolato Ecomoda.
Negli anni successivi ha proseguito prevalentemente la sua attività di attore, ottenendo alcune parti anche in pellicole cinematografiche. Ha vinto un altro Premio TVyNovelas nel 2010, in qualità di "Miglior attore antagonista" per la telenovela Amor en custodia.

## Filmografia

### Televisione
- La madre - telenovela (1998)
- Betty la fea (Yo soy Betty, la fea) - telenovela (1999)
- Francisco el Matemático - telenovela (1999)
- Ecomoda (Ecomoda) - telenovela (2002)
- La costeña y el cachaco - telenovela (2003)
- Ángel de la guarda mi dulce compañía - telenovela (2003)
- La saga, negocio de familia - telenovela (2004)
- La hija del mariach - telenovela (2006)
- Las trampas del amor - telenovela (2009)
- Amor en custodia - telenovela (2009)
- Confidencial - telenovela (2011)
- A mano limpia 2 - telenovela (2012)
- El estilista - telenovela (2014)
- Esmeraldas - telenovela (2015)
- Las hermanitas Calle - soap opera (2015)
- Betty la fea - La storia continua (Betty, la fea: la historia continúa) - telenovela (2024)

### Cinema
- Kalibre 35, regia di Raúl García (2000)
- Bogotá 2016, regia di Alejandro Basile, Ricardo Guerra (2001)
- Los actores del conflicto, regia di Lisandro Duque Naranjo (2008)

## Discografia

### Album
con i La Derecha
- 1994 - La derecha
- 1996 - Balas de bebé... y otras canciones de cuna

Solista
- 2001 - Golpe de ala

## Premi e riconoscimenti
- 1999 - Premio India Catalina come "Mejor actor antagónico de telenovela o serie" per Francisco el Matemático;
- 1999 - Premio TVyNovelas come "Mejor actor de reparto de telenovela" per Betty la fea;
- 2010 - Premio TVyNovelas come "Mejor actor antagónico de telenovela" per Amor en custodia.